# Grekiska cupen
Grekiska cupen (grekiska: Κύπελλο Ελλάδος Ποδοσφαίρου) är en grekisk cup som organiseras av grekiska fotbollsförbundet. Eftersom det är en cup kan lag från olika divisioner möta varandra kan mindre klubbar från lägre divisioner jätteskrälla genom att slå ut lag från grekiska högsta divisionen. Regerande mästare är Olympiakos. Olympiakos är det lag som vunnit cupen flest gånger. De har 28 titlar.

## Historia
Den grekiska cupen startade 1931. Under de första åren var det frivilligt att delta. Slutade en match oavgjort efter full tid och förlängning blev det en omspel. I en semifinal mellan Panathinaikos och Olympiakos som slutade 1–1 stormade fans från båda lagen på planen och skadade gräsmattan och stoppade spelet. Sen bestämdes det att om en match slutade oavgjort skulle man singla slant om vem som går vidare. Den nya regeln avskaffades 1969 och man hade straffar efter förlängning istället. Fram till 1971 fick både professionella och amatör lag vara med i cupen, men efter det fick bara lag från de tre högsta divisionerna i Grekland (Grekiska Superligan, Grekiska Fotbollsligan och Grekiska Fotbollsligan 2) vara med i cupen. Amatörlagen fick spela i Amateur Cup.

## Nya formatet
Under åren har cupen spelats i olika format. Det nyaste formatet användes för första gången 2005, med undantag för säsongen 2009–2010.
Första omgången: Lagen från de två grupperna (Nord och Syd) i Grekiska Fotbollsligan 2 deltar. Det spelas bara en match mellan lagen och de lottas vilket lag som får ha hemmaplan. I händelse av oavgjort blir det övertid och straffläggning om det behövs.
Andra omgången: De lag som gick vidare från första omgången lottas mot de lag från Grekiska Fotbollsligan. Lag från samma division kan inte mötas i andra omgången.
Tredje omgången: Det är samma system som i omgång 2.
Fjärde omgången: Nu är det 32 lag kvar och nu startar lagen från grekiska högstaligan (Grekiska Superligan) i cupen. Det är fortfarande så att lag i samma division kan mötas. Blir det oavgjort efter full tid och övertid blir det liksom i de andra omgångarna straffläggning.
Åttondelsfinaler: Nu är det 16 lag kvar i cupen. Det lottas som vanligt vilket lag som för spela hemma. Det är fortfarande bara en match men blir det oavgjort blir det returmatch och då får laget som spelade borta spela hemma och tvärtom. I dessa matcher finns ingen bortamålsregel så blir det oavgjort igen så blir det övertid och straffar om det behövs.
Kvartsfinaler: De är det 8 lag kvar i cupen och därmed 4 kvartsfinaler. Lagen spelar både hemma och borta mot varandra. Det kan bli förlängning och straffar om det är oavgjort efter fulltid och övertid.
Semifinaler: Det är samma system som i kvartsfinalerna.
Final: Om det blir oavgjort blir det övertid och sedan straffar.

## Vinnare och tvåa
| Klubb            | Antal vinster | Antal andraplatser | Vinster | Andraplatser                                                                               |
| ---------------- | ------------- | ------------------ | --- | ------------------------------------------------------------------------------------------ |
| Olympiakos       | 29            | 14                 | 1947, 1951, 1952, 1953, 1954, 1957, 1958, 1959, 1960, 1961, 1963, 1965, 1968, 1971, 1973, 1975, 1981, 1990, 1992, 1999, 2005, 2006, 2008, 2009, 2012, 2013, 2015, 2020 och 2025 | 1956, 1962*, 1966, 1969, 1974, 1976, 1986, 1988, 1993, 2001, 2002, 2004, 2016 och 2021     |
| Panathinaikos    | 20            | 11                 | 1940, 1948, 1955, 1967, 1969, 1977, 1982, 1984, 1986, 1988, 1989, 1991, 1993, 1994, 1995, 2004, 2010, 2014, 2022 och 2024                                                       | 1949, 1960, 1962*, 1965, 1968, 1972, 1975, 1997, 1998, 1999 och 2007                       |
| AEK Aten         | 16            | 11                 | 1932, 1939, 1949, 1950, 1956, 1964, 1966, 1978, 1983, 1996, 1997, 2000, 2002, 2011, 2016 och 2023                                                                               | 1948, 1953, 1979, 1994, 1995, 2006, 2009, 2017, 2018, 2019 och 2020                        |
| PAOK             | 8             | 15                 | 1972, 1974, 2001, 2003, 2017, 2018, 2019 och 2021 | 1939, 1951, 1955, 1970, 1971, 1973, 1977, 1978, 1981, 1983, 1985, 1992, 2014 2022 och 2023 |
| Panionios        | 2             | 4                  | 1979 och 1998 | 1952, 1961, 1967 och 1989                                                                  |
| Larissa          | 2             | 2                  | 1985 och 2007 | 1982 och 1984                                                                              |
| Aris             | 1             | 9                  | 1970 | 1932, 1933, 1940, 1950, 2003, 2005, 2008, 2010 och 2024                                    |
| Iraklis          | 1             | 4                  | 1976 | 1947, 1957, 1980 och 1987                                                                  |
| OFI              | 1             | 2                  | 1987 | 1990 och 2025                                                                              |
| Ethnikos Piraeus | 1             | 0                  | 1933 |                                                                                            |
| Kastoria         | 1             | 0                  | 1980 |                                                                                            |
| Doxa Dramas      | 0             | 3                  | | 1954, 1958 och 1959                                                                        |
| Atromitos        | 0             | 2                  | | 2011, 2012                                                                                 |
| Pierikos         | 0             | 1                  | | 1963                                                                                       |
| Athinaikos       | 0             | 1                  | | 1991                                                                                       |
| Apollon Smyrnis  | 0             | 1                  | | 1996                                                                                       |
| Ionikos          | 0             | 1                  | | 2000                                                                                       |
| Asteras Tripoli  | 0             | 1                  | | 2013                                                                                       |
| Xanthi           | 0             | 1                  | | 2015                                                                                       |

## Guld per stad
De 11 klubbar som vunnit grekiska cupen kommer från 6 städer.
| Stad         | Titlar | Klubbar                                          |
| ------------ | ------ | ------------------------------------------------ |
| Aten         | 38     | Panathinaikos (20), AEK Aten (16), Panionios (2) |
| Pireus       | 30     | Olympiakos (29), Ethnikos Piraeus (1)            |
| Thessaloniki | 10     | PAOK (8), Aris (1), Iraklis (1)                  |
| Larissa      | 2      | Larissa (2)                                      |
| Heraklion    | 1      | OFI (1)                                          |
| Kastoria     | 1      | Kastoria (1)                                     |